# Portlaker
Portlaker (Portulaca) är ett släkte av portlakväxter. Portlaker ingår i familjen portlakväxter.
Portlaker är enda släktet i familjen portlakväxter.

## Bildgalleri

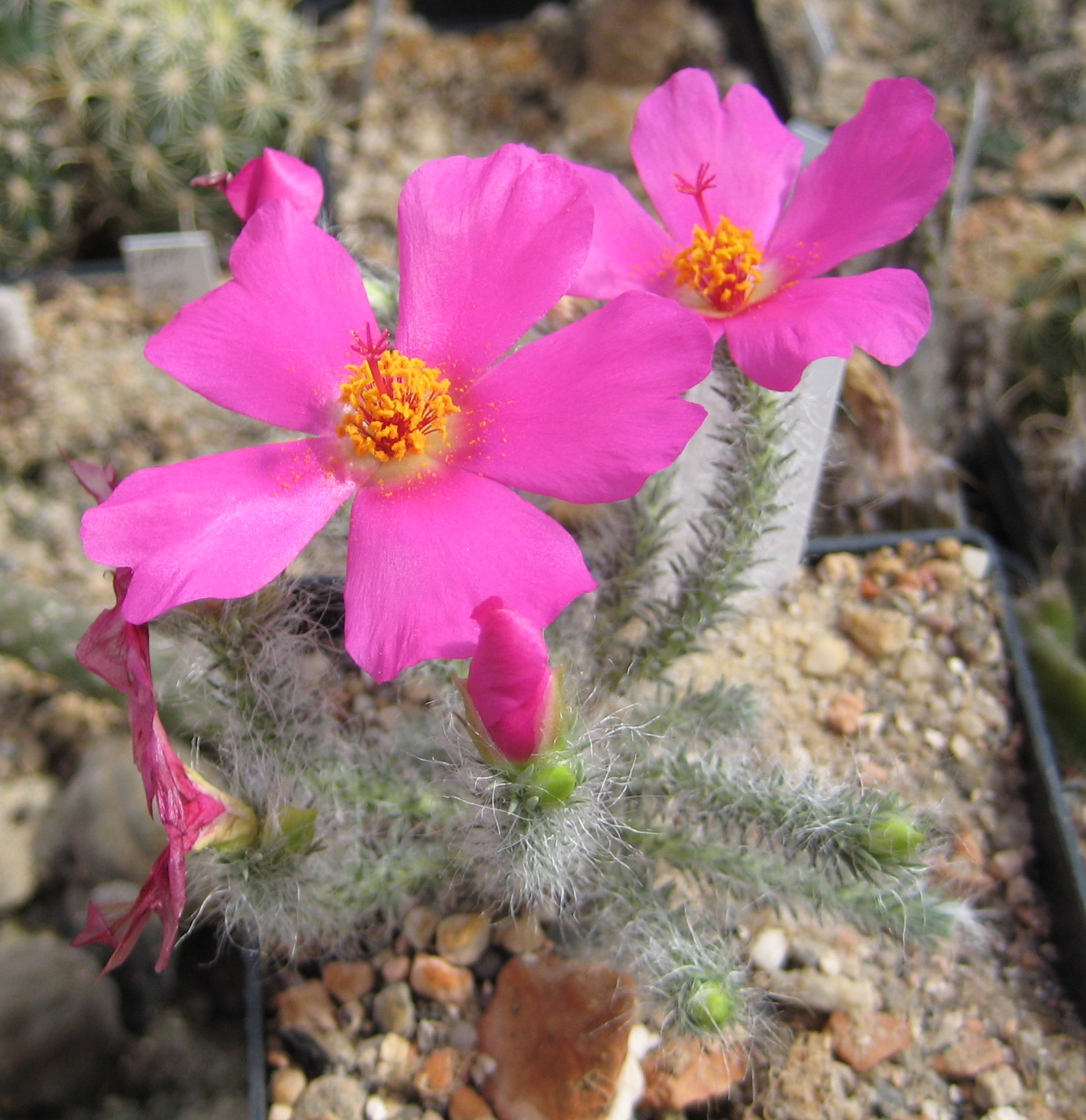
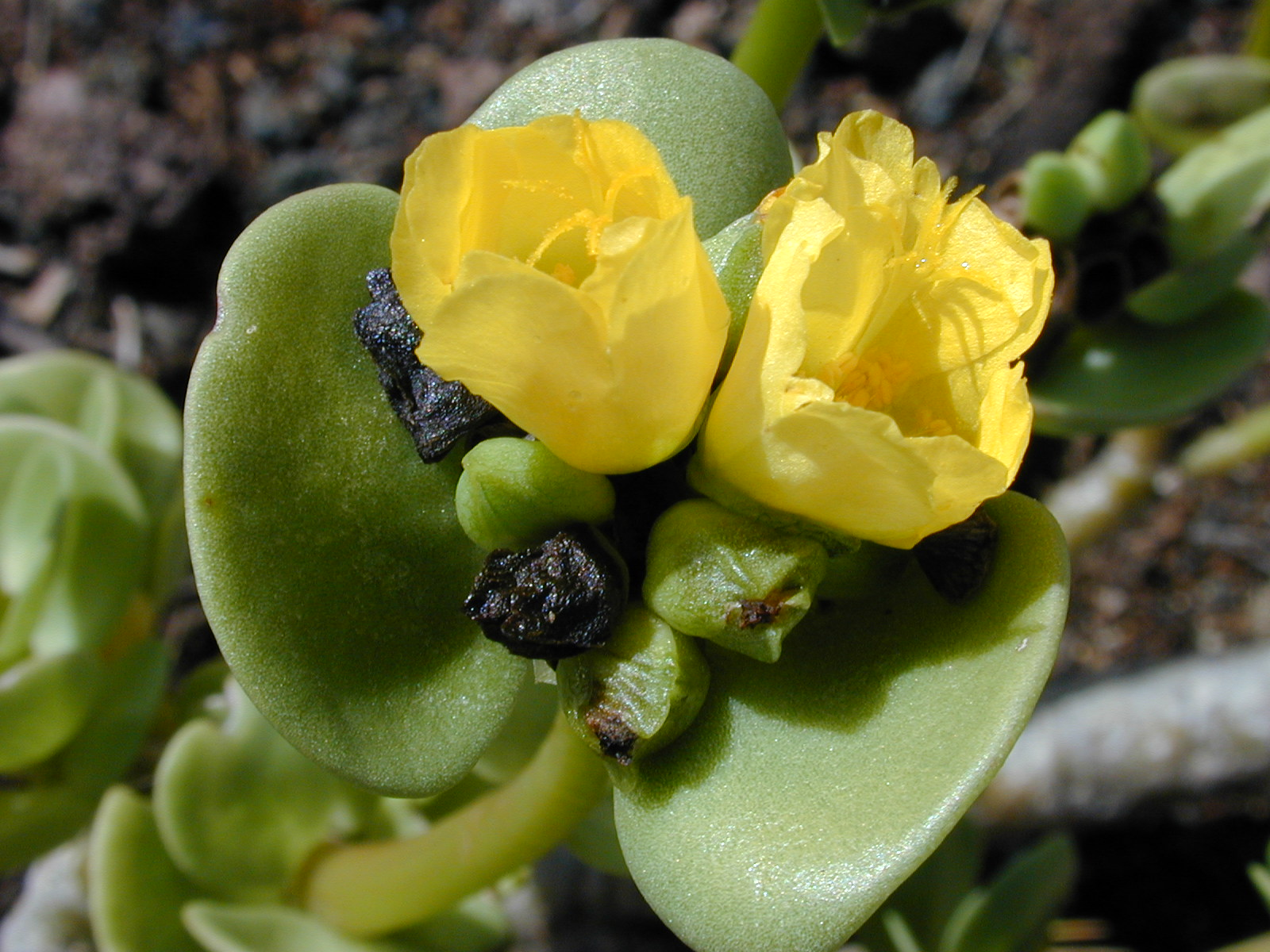
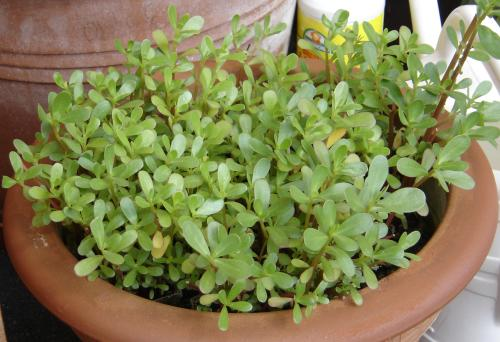
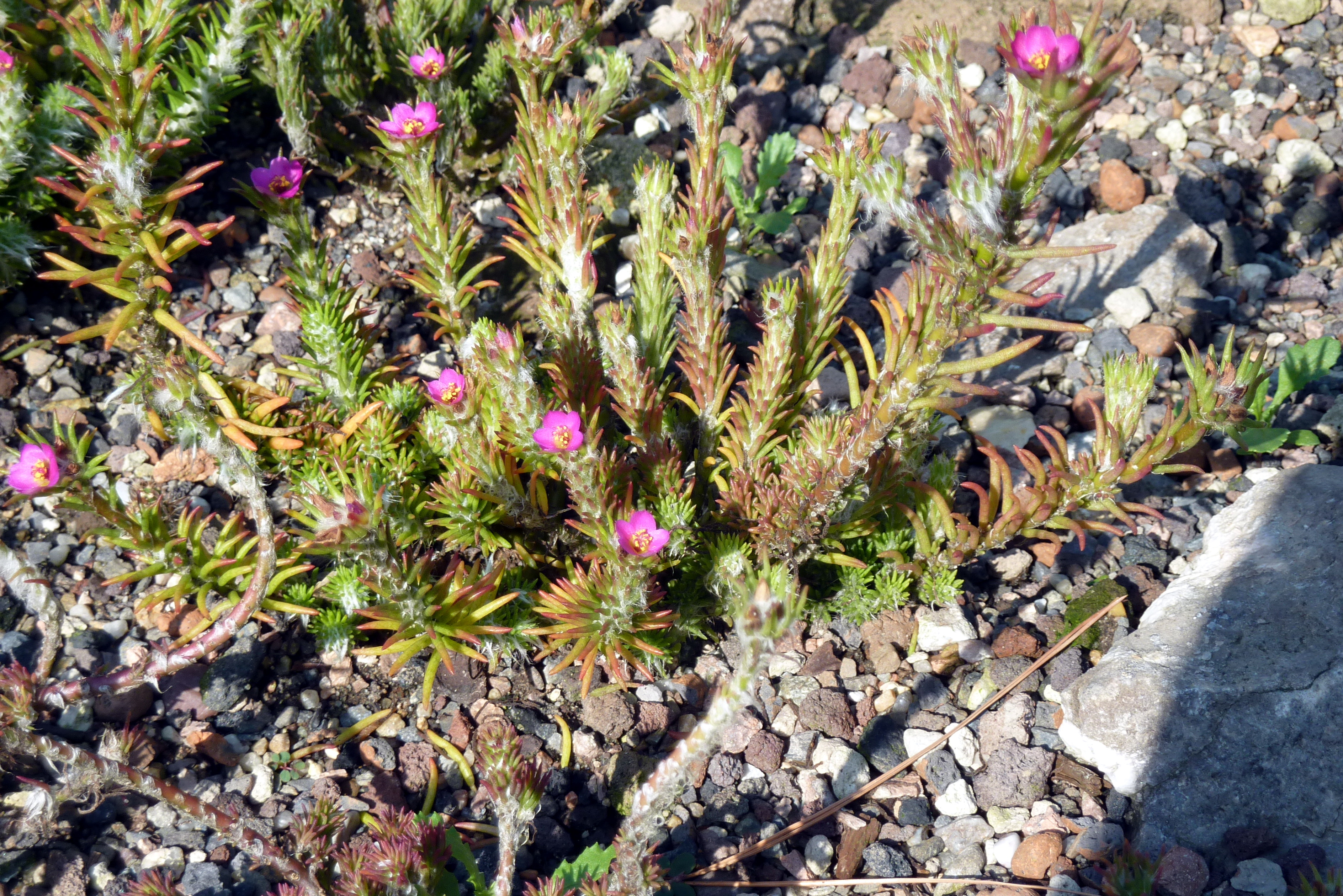
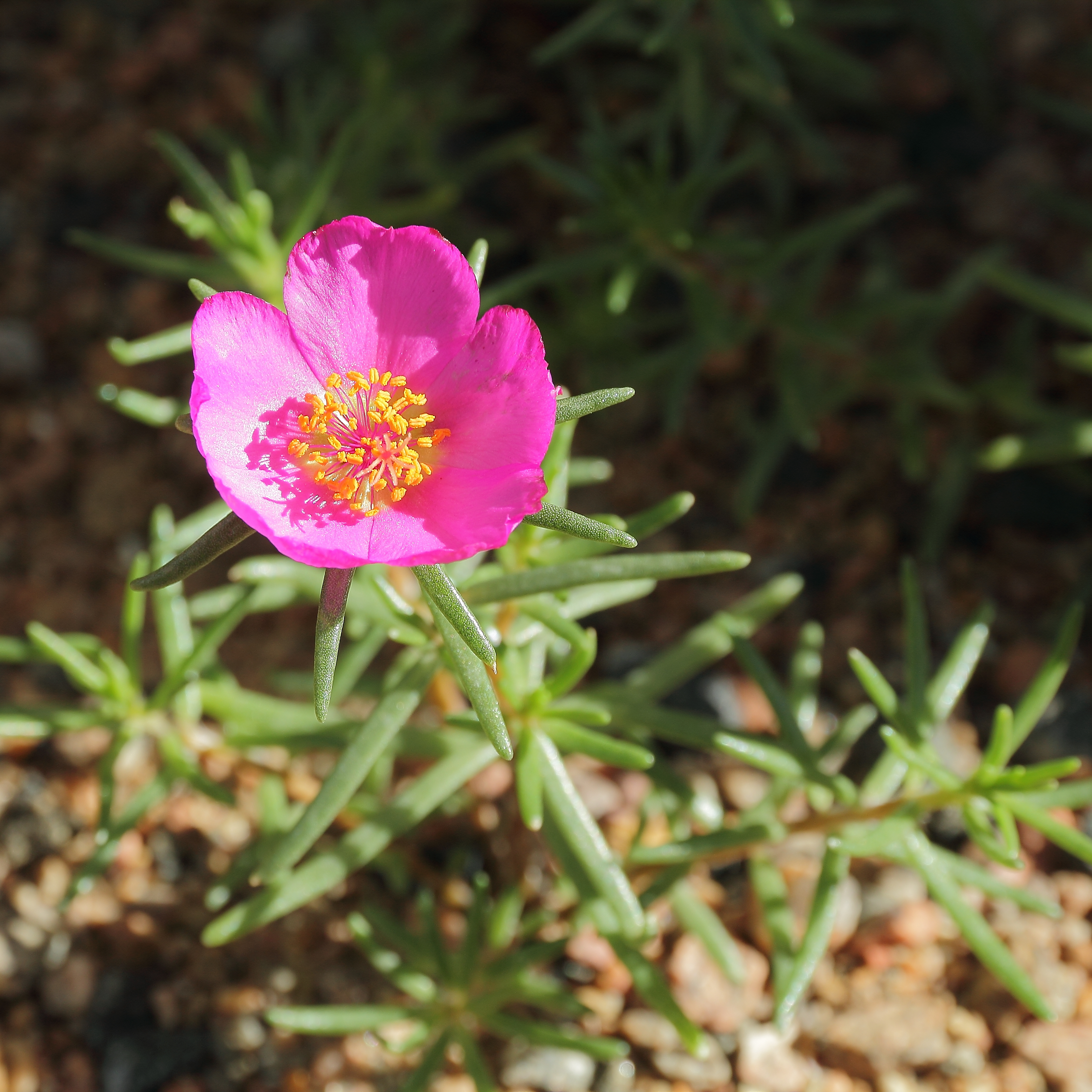
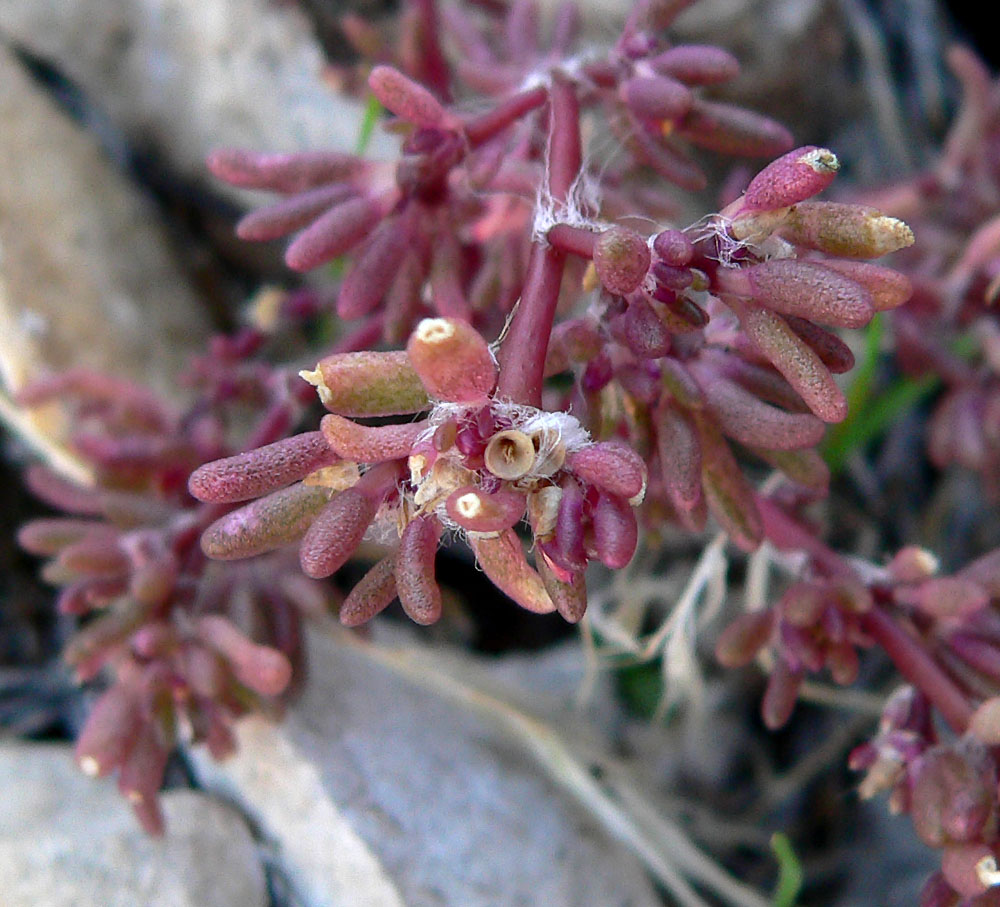

## Dottertaxa till Portlaker, i alfabetisk ordning[1]
- Portulaca africana
- Portulaca amilis
- Portulaca argentinensis
- Portulaca aurantiaca
- Portulaca bicolor
- Portulaca brevifolia
- Portulaca bulbifera
- Portulaca californica
- Portulaca canariensis
- Portulaca cardenasiana
- Portulaca caulerpoides
- Portulaca centrali-africana
- Portulaca chacoana
- Portulaca ciferrii
- Portulaca clavigera
- Portulaca colombiana
- Portulaca commutata
- Portulaca confertifolia
- Portulaca conoidea
- Portulaca constricta
- Portulaca conzattii
- Portulaca coralloides
- Portulaca cryptopetala
- Portulaca cubensis
- Portulaca cyclophylla
- Portulaca cypria
- Portulaca daninii
- Portulaca decorticans
- Portulaca dhofarica
- Portulaca diegoi
- Portulaca digyna
- Portulaca dodomaensis
- Portulaca echinosperma
- Portulaca edulis
- Portulaca eitenii
- Portulaca elatior
- Portulaca elongata
- Portulaca eruca
- Portulaca erythraeae
- Portulaca fascicularis
- Portulaca filsonii
- Portulaca fischeri
- Portulaca fluvialis
- Portulaca foliosa
- Portulaca fragilis
- Portulaca frieseana
- Portulaca fulgens
- Portulaca gilliesii
- Portulaca grandiflora
- Portulaca grandis
- Portulaca granulatostellulata
- Portulaca greenwayi
- Portulaca guanajuatensis
- Portulaca halimoides
- Portulaca hatschbachii
- Portulaca hereroensis
- Portulaca heterophylla
- Portulaca hirsutissima
- Portulaca hoehnei
- Portulaca howellii
- Portulaca humilis
- Portulaca impolita
- Portulaca insignis
- Portulaca irwinii
- Portulaca johnstonii
- Portulaca kermesina
- Portulaca kuriensis
- Portulaca lutea
- Portulaca macbridei
- Portulaca macrantha
- Portulaca macrorhiza
- Portulaca macrosperma
- Portulaca masonii
- Portulaca massaica
- Portulaca mauritiensis
- Portulaca mexicana
- Portulaca meyeri
- Portulaca minensis
- Portulaca minuta
- Portulaca molokiniensis
- Portulaca mucronata
- Portulaca mucronulata
- Portulaca nicaraguensis
- Portulaca nitida
- Portulaca nivea
- Portulaca nogalensis
- Portulaca oblonga
- Portulaca obtusa
- Portulaca obtusifolia
- Portulaca okinawensis
- Portulaca oleracea
- Portulaca oligosperma
- Portulaca olosirwa
- Portulaca papillatostellulata
- Portulaca papulifera
- Portulaca papulosa
- Portulaca paucistaminata
- Portulaca perennis
- Portulaca peteri
- Portulaca philippii
- Portulaca pilosa
- Portulaca pusilla
- Portulaca pygmaea
- Portulaca quadrifida
- Portulaca ragonesii
- Portulaca ramosa
- Portulaca ramosissima
- Portulaca rausii
- Portulaca rhodesiana
- Portulaca rotundifolia
- Portulaca rubricaulis
- Portulaca rzedowskiana
- Portulaca samhaensis
- Portulaca sanctaemartae
- Portulaca sardoa
- Portulaca sativa
- Portulaca saxifragoides
- Portulaca sclerocarpa
- Portulaca sedifolia
- Portulaca sedoides
- Portulaca sicula
- Portulaca smallii
- Portulaca socotrana
- Portulaca somalica
- Portulaca stellulato-tuberculata
- Portulaca striata
- Portulaca stuhlmannii
- Portulaca suffrutescens
- Portulaca teretifolia
- Portulaca thellusonii
- Portulaca tingoensis
- Portulaca trituberculata
- Portulaca tuberculata
- Portulaca umbraticola
- Portulaca werdermannii
- Portulaca wightiana
- Portulaca yecorensis
- Portulaca zaffranii